# Asigede Tsimbela (woreda)
Asigede Tsimbela est un des 36 woredas de la région du Tigré.